# Хайдес – Порт-Морсбі
Хайдес – Порт-Морсбі – газопровід у Папуа Новій Гвінеї, що сполучає родовища центрального нагір`я з заводом по виробництву зрідженого природного газу Папуа Нова Гвінея ЗПГ.
У 2010-х роках почалась реалізація проєкту з розробки великих покладів газу, виявлених в центральній частині Папуа Нової Гвінеї, перш за все родовища Хайдес. Розглядалась можливість спорудження газопроводу до Австралії, проте, з огляду на велику вартість такого проєкту, в підсумку було прийняте рішення на користь створення заводу із зрідження природного газу в країні видобутку. Враховуючи слабо розвинену інфраструктуру покритого джунглями острова Нова Гвінея, за місце розташування заводу обрали столичний район Порта-Морсбі. Таким чином, видобутий газ потрібно було не тільки доставити на найближче до родовищ північне узбережжя затоки Папуа, але й переправити далі через офшорний трубопровід до її східного берега.    
Газопровід починається від установки підготовки газу Хайдес та проходить по суші 292 км до узбережжя Оматі, звідки починається 407-кілометрова підводна секція до Порт-Морсбі. По дорозі до трубопроводу приєднуються дві бічні лінії, які подають газ з нафтових родовищ Кутубу та Гобе. На сухопутній ділянці діаметр труб складає 800 мм, на офшорній трохи більше – 850 мм. 
В процесі спорудження сухопутної ділянки на місцевості з важкими природними умовами облаштували близько 2000 перетинів з дорогами та річками. Для частини перетинів використовувалась технологія горизонтального спрямованого буріння. Траса проходить через райони з постійними повенями, численні болота, райони розвиненого карсту та вулканічної діяльності, а також підіймається на висоту до 2700 метрів. 
Морську ділянку, глибини на якій складають до 112 метрів, споруджувала італійська компанія Saipem.  Мілководні відтинки укладала баржа Castoro 10, тоді як роботи на глибших виконувало напівнавантажене судно Semac 1. В районі устя річки Оматі 75 км газопроводу укладено у підготовану траншею, тоді як на інших ділянках використали укладку прямо на дно з розрахунку наступного поступового самозанурювання трубопроводу. Для спорудження траншеї законтрактували землесосні снаряди "Sebastiano Caboto" та "Galilei" і ківшевий земснаряд "Jerommeke".
Спорудження системи зайняло чотири роки, а її введення в дію у 2014-му дозволило розпочати роботу заводу PNG LNG.